# Маленський Врх
Маленський Врх (словен. Malenski Vrh) — поселення в общині Гореня вас-Поляне, Горенський регіон, Словенія. Висота над рівнем моря: 698,5 м.